# Ganglioneuroblastome
 Mise en garde médicale
Le ganglioneuroblastome est une variante du neuroblastome entouré par des cellules ganglionnaires. 
Il peut être difficile à diagnostiquer. 
Le ganglioneuroblastome nodulaire peut être divisé par pronostic. 

## Tumeurs neuroblastiques
Il est compris dans le groupe des tumeurs neuroblastiques, qui inclut : 
- Ganglioneurome (bénin) ;
- Ganglioneuroblastome (intermédiaire) ;
- Neuroblastome (agressif).